# Arthrobotrys dactyloides
Arthrobotrys dactyloides (укр. Артроботрис дактилоїдес) — вид грибів роду Артроботрис (Arthrobotrys). Гриб класифікували у 1937 році.

## Будова
Грибниця росте повільно. Має кільця розміром 20-23 мкм. Кільця затягуються, фіксуючи жертву.

## Життєвий цикл
Цей гриб паразитує, полюючи на нематод. Гіфи виростають у вигляді пастки, що може захопити нематоду.

## Поширення
Меріленд, Вірджинія, США.